# Drusilla av Iudea
Drusilla av Iudea, född 38, död 79, var en herodiansk prinsessa. 
Hon var dotter till Agrippa I och Cypros II. Hon trolovades med prins Gaius Julius Archelaus Antiochus Epiphanes av Commagene, men giftermålet ägde aldrig rum. Hennes far avled år 44. Hennes bror Agrippa II gift bort henne med prästkungen Gaius Julius Azizus av Emesa. Hon levde dock ofta kvar vid sin brors hov. Hon skilde sig från sin make och gifte om sig med Antonius Felix, sedan de hade förälskat sig i varandra. 